# Shadow Circus
Shadow Circus est un groupe de rock progressif américain, originaire de New York. Il est formé par le guitariste John Fontana. 

## Biographie
À l'origine[Quand ?], le groupe était plus un projet pris avec légèreté par les membres, destiné à se faire plaisir entre des apparitions dans des groupes plus sérieux, et à faire des démo pour mettre en valeur les membres lors de leurs auditions futures, mais au vu des premières  compositions, le batteur Corey Folta insiste pour que le groupe travaille sa musique jusqu'au bout. Le groupe tire alors son originalité du chanteur notamment du chanteur, David Bobick qui possède une formation de comédie musicale. Le nom du groupe ainsi que la première chanson s'inspire de La Foire des Ténèbres de Ray Bradbury.
Pendant l'enregistrement du premier album, le groupe est rejoint par le bassiste Matt Masek, qui apporte une nouvelle dimension rythmique à leur musique, de par sa formation classique de violoncelliste. Le groupe décide ensuite de recruter un claviériste, et Zach Tenorio, qui a 17 ans a déjà joué avec Keith Emerson, Rick Wakeman intègre ainsi le groupe.
En 2012, le groupe publie l'album On a Dark and Stormy Night, qui est bien accueilli par la presse spécialisée,,.

## Discographie
- 2006 : Welcome to the Freakroom
- 2009 : Whispers and Screams
- 2012 : On a Dark and Stormy Night